# 펜드라곤

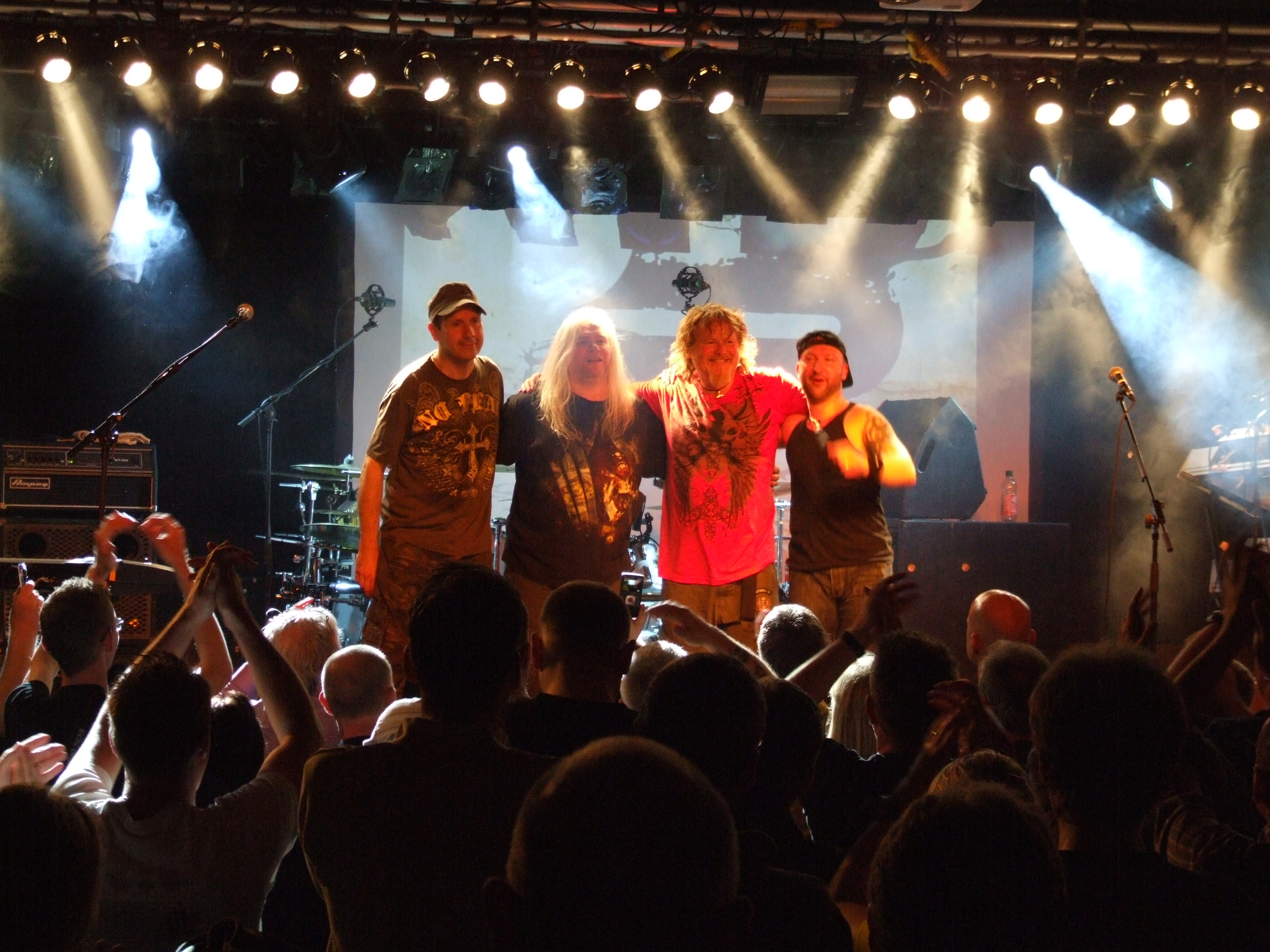

펜드라곤(Pendragon)은 78년에 스트라우드 에서 결성된 네오 프로그레시브 록 밴드이다. 원래는 제우스 펜드라곤(Zeus Pendragon)이었는데 티셔츠에 적어넣기엔 너무 긴 이름이라서 제우스를 떼었다고 한다.

## 역사
80년대에 마릴리온, 팔라스, 솔스티스, 트웰프스 나잇, IQ같은 밴드들이 프로그레시브 록 리바이벌로 등장했다. 마릴리온이나 몇몇 밴드들의 오프닝으로 시작해서 점차 자리를 잡아나갔다.
91년에 자신들의 레이블인 토프 레코드를 만들고 앨범 The World를 만들면서 이전에 비해 더 프로그레시브한 사운드를 만들기 시작했다.
그들은 점차 유럽에서 인기를 얻기 시작했는데 특히 폴란드에서 인기가 있어, 폴란드 한정 모음집이나 라이브 음반도 내곤 했다.
그들은 02년 Acoustically Challenged를 내었는데 이것은 바르샤바 라디오 3방송국에서 했던 어쿠스틱 라이브였다. 네오 프로그 밴드들이 잘 하지 않던 행동이지만 꽤 호평을 받았던 앨범이다. 05년 Believe 이후 음악색이 점차 어두워지면서 세계적으로 인기를 얻기 시작했다.

## 음반 목록
- The Jewel (1985)
- Kowtow (1988)
- The World (1991)
- The Window of Life (1993)
- The Masquerade Overture (1996)
- Not Of This World (2001)
- Believe (2005)
- Pure (2008)
- Passion (2011)
- Men Who Climb Mountains (2014)
- Love Over Fear (2020)
- North Star (2023)